# Список членов Международного совета крикета

Члены МСК по статусу (до 2017 года):
полные
ассоциированные
аффилированные
нечлены

Члены МСК по регионам развития:
Америка
Европа
Африка
Азия
АТР

Международный совет крикета (МСК) образован 15 июня 1909 года как Имперская крикетная конференция, прошедшей на стадионе «Лордс». Федерациями-основателями МСК стали австралийская, английская и южноафриканская. Изначально членами организации могли стать лишь члены Содружества. В 1926 году в МСК вошли Индия, Новая Зеландия и Вест-Индия, а в 1953 году новым членом совета стал Пакистан. В 1961 году южноафриканская федерация покинула МСК в связи с выходом из Содружества.
С 1965 года Имперская крикетная конференция стала именоваться Международной, и к участию в международной организации были допущены государства, не входившие в прошлом в состав Британской империи. Впрочем, новые члены могли претендовать лишь на статус ассоциированных членов, полное членство требовало особого решения. Первыми ассоциированными членами стали Фиджи и США. В 1981 году полным членом стала Шри-Ланка, и тестовых вновь стало семь. В 1989 году организация получила нынешнее название. 1991 год ознаменовался возвращением Южной Африки, в следующем же году полным членом стала федерация Зимбабве. В 2000 году к элите присоединился Бангладеш. 22 июня 2017 года статус полных членов приобрели Афганистан и Ирландия.
С июня 2017 года членами организации являются 104 федерации, 12 из которых являются полными, 92 — ассоциированными. Приём новых федераций осуществляется в соответствии с объективным набором критериев. Ранее существовал статус аффилированного члена, однако с июня 2017 года все обладатели этого статуса были признаны ассоциированными членами.

## Члены МСК
Федерации, чьё членство было приостановлено, обозначены символом «†».
| Статус                     | Африка(22) | Америка(16) | Азия(21) | АТР(11)                                                                                           | Европа(34) |
| -------------------------- | --- | --- | --- | ------------------------------------------------------------------------------------------------- | --- |
| Полные члены (12)          | Зимбабве ЮАР | Вест-Индия | Афганистан Бангладеш Индия Пакистан Шри-Ланка                                                                             | Австралия Новая Зеландия                                                                          | Англия Ирландия |
| Ассоциированные члены (92) | Ботсвана Гамбия Гана Замбия Камерун Кения Лесото Малави Мали Марокко Мозамбик Намибия Нигерия Остров Святой Елены Руанда Свазиленд Сейшельские Острова Сьерра-Леоне Танзания Уганда | Аргентина Багамы Белиз Бермудские Острова Бразилия Канада Каймановы Острова Чили Коста-Рика Фолклендские острова† Мексика Панама Перу Суринам Теркс и Кайкос | Бахрейн Бутан Китай Гонконг Иран Кувейт Малайзия Мальдивы Мьянма Непал† Оман Катар Саудовская Аравия Сингапур Таиланд ОАЭ | Острова Кука Фиджи Индонезия Япония Папуа — Новая Гвинея Филиппины Самоа Республика Корея Вануату | Австрия Бельгия Болгария Хорватия Республика Кипр Чехия Дания Эстония Финляндия Франция Германия Гибралтар Греция Гернси Венгрия Остров Мэн Израиль Италия Джерси Люксембург Мальта Нидерланды Норвегия Португалия Румыния Россия Шотландия Сербия Словения Испания Швеция Турция |